# 勒泰约勒
勒泰约勒（法語：Le Teilleul，法語發音：[lə tɛjœl]）是法国芒什省的一个市镇，属于阿夫朗什区。该市镇于2016年由原勒泰约勒与市镇费里耶尔、厄塞、于松和圣玛丽迪布瓦合并而成。

## 地理
勒泰约勒（48°32'18"N, 0°52'24"W）面积66.89 平方千米，位于法国诺曼底大区芒什省，该省份为法国西北部沿海省份，西、北、东北三面环大西洋，东起顺时针与卡爾瓦多斯省、奧恩省、马耶讷省和伊勒-维莱讷省接壤。
与勒泰约勒接壤的市镇（或旧市镇、城区）包括：莫尔坦博卡日、巴朗通、圣西尔迪巴约勒、芒蒂伊、代塞尔蒂讷、富日罗勒迪普莱西、比艾莱蒙。
勒泰约勒的时区为UTC+01:00、UTC+02:00（夏令时）。

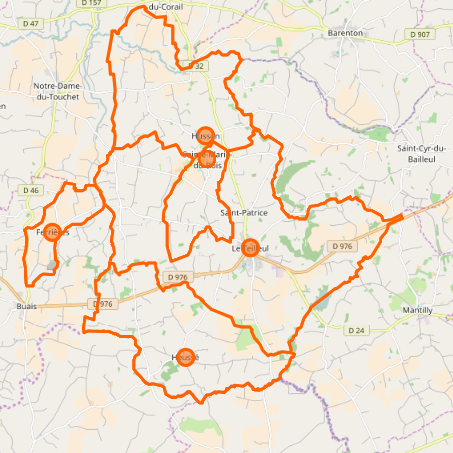
勒泰约勒的OSM定位图

## 行政
勒泰约勒的邮政编码为50640，INSEE市镇编码为50591。

## 政治
勒泰约勒所属的省级选区为勒莫尔泰奈县。

## 人口
勒泰约勒于2022年1月1日时的人口数量为1692人。